# 原田ゆう
原田 ゆう（はらだ ゆう、1978年12月6日 - ）は、日本の劇作家・脚本家・コンテンポラリーダンサー。劇団温泉ドラゴン所属。福岡県北九州市出身。血液型AB型。

## 経歴
玉川大学芸術学科卒業。大学卒業後、日本大学芸術学部大学院にて、演劇を専攻。 コンテンポラリー・ダンスのダンサーとして『APE（エイプ）』『Nibroll（ニブロール）』等、数々の舞台に出演する。また、2007年に同世代の振付家・演出家で結成したアーティスト集団『群々（むれ）』に参加。2008年より井手茂太主宰のダンスカンパニー『イデビアン・クルー』に参加する。ダンサーとして活動するとともに、並行して劇作活動もしており、『キッチュ』が第5回かながわ戯曲賞の最終候補に選出される。『見上る魚と目が合うか？』で第18回日本劇作家協会新人戯曲賞を受賞。『君は即ち春を吸ひこんだのだ』が「日本の劇」戯曲賞2014・最優秀賞を受賞。『浮いていく背中に』が平成27年度北海道戯曲賞の最終候補に選出される。2016年に上演された、原田脚本の『君は即ち春を吸ひこんだのだ』にシライケイタ（温泉ドラゴン所属）が出演したことが縁となり、2016年8月より温泉ドラゴンに参加。2017年夏、温泉ドラゴンに参加して最初の脚本作品である『幸福な動物』が上演された。

## 脚本作品
- 『ふみきる』（2009年10月9日-10月11日、ホワイトスタジオ公演） - 脚本・演出[4]
- 『見上げる魚と目が合うか？』（2012年6月21日-6月24日・Atelierしつらえ、花とReと飛行の会公演） - 脚本[5]
- 『見上げる魚と目が合うか？』（2013年8月4日・座・高円寺2、劇作家協会公開講座 2013年夏・日本劇作家協会） - 脚本[6]
- 『浮いていく背中に』（2013年12月13日-12月15日・RAFT、Antikame?公演） - 脚本・演出[7]
- 『浮いていく背中に』（2014年4月4日-4月6日・北品川フリースペース楽間） - 脚本・演出[8]
- 『私、洗濯機をさらいにいくわ』（2016年1月30日・座・高円寺稽古場、日本劇作家協会） - 脚本[9][注釈 1]
- 『君は即ち春を吸ひこんだのだ』（2016年2月25日-3月1日・恵比寿・エコー劇場、公益社団法人日本劇団協議会） - 脚本[10]
- 『いつの間にかの、手』（2016年7月21日-7月24日・ワーサルシアター、cineman公演） - 脚本[11]
- 『空を仰ぐ』（2016年10月15日-10月16日・神楽坂セッションハウス、東京発ダンスブリッジ･インターナショナルPart2松本大樹ディレクションBOOK2） - 脚本・演出[12]
- 『幸福な動物』（2017年8月23日-9月3日・SPACE雑遊、温泉ドラゴン公演） - 脚本[13]

## コンテンポラリー・ダンサーとしての主な出演

### 舞台
- 『One day, I woke up…』（2003年3月、APE公演）
- 『Check in/out?』（2003年8月、APE公演）
- 『Wanna catch you!』（2004年2月20日-2月22日、APE公演）
- 『NO DIRECTION』（2007年、Nibroll公演）[14]
- 『Romeo OR Juliet』（2008年1月18日-1月20日、Nibroll公演）[15]
- 『排気口』（2008年8月22日-8月24日・世田谷パブリックシアター、イデビアン・クルー公演）[16]
- 『大黒柱』（2008年12月18日-12月20日・川崎市アートセンターアルテリオ小劇場、イデビアン・クルー・オム公演）
- 『あたらしい世界』（2009年3月13日-3月15日・アサヒ・アートスクエア、群々公演）
- 『no direction。』（2009年3月25日-3月26日・愛知県芸術劇場小ホール、Nibroll公演）[17]
- 『6:0/作品集』（2009年7月7日-7月8日、群々公演）
- 『挑発スタア』（2009年8月20日-8月25日・にしすがも創造舎、イデビアン・クルー公演）
- 『コウカシタ』（2010年1月・タイ、イデビアン・クルー公演）
- 『静かな日』（2010年8月20日-8月21日、群々公演）
- 『One day, I woke up…』（2010年7月14日・調布市せんがわ劇場、APE公演）[18][注釈 2]
- 『出合頭』（2011年11月25日-11月30日、イデビアン・クルー公演）
- 『戦場のピクニック』（2013年5月2日-5月3日、しおめも公演）[19][注釈 3]
- 『麻痺 引き出し 嫉妬』（2013年9月28日-9月29日・北九州芸術劇場/2013年10月5日-10月7日・KAAT神奈川芸術劇場、イデビアン・クルー公演）
- 『図案』（2014年10月10日-10月12日・世田谷パブリックシアター、イデビアン・クルー公演）[20]
- 『結婚プレイ』 - （2015年2月4日-2月7日・パフォーミングギャラリー＆カフェ絵空箱、シアタージャパンプロダクションズ公演）[21]
- 『UNDER GROUND PARTY』 （2015年6月27日・神楽坂セッションハウス、しおめも公演）
- 『ハウリング』（2016年3月18日-3月20日・世田谷パブリックシアター、イデビアン・クルー公演）[22]
- 『肩書ジャンクション』（2017年10月20日-10月22日・東京芸術劇場シアターイースト、イデビアン･クルー公演）[23]

### 映像作品
- 星野源『化物』 - MV出演（2013年）

## 受賞歴
- 2012年『見上る魚と目が合うか？』 - 第18回日本劇作家協会新人戯曲賞[1]
- 2014年『君は即ち春を吸ひこんだのだ』 - 日本劇団協議会「日本の劇」戯曲賞2014・最優秀賞[2]
  - 2003年『アハハ』 - 第9回日本劇作家協会新人戯曲賞一次選考通過[24]
  - 2005年『キッチュ』 - 第5回かながわ戯曲賞最終候補
  - 2015年『浮いていく背中に』 - 平成27年度北海道戯曲賞最終候補[3]
  - 2015年『私、洗濯機をさらいにいくわ』 - 第15回AAF戯曲賞一次審査通過[25]、第4回せんだい短編戯曲賞最終候補[26][注釈 4]